# Astephanus
Astephanus là chi thực vật có hoa trong họ Apocynaceae.

## Các loài
- Astephanus geminiflora Decne., 1838. WCSPF coi danh pháp này là đồng nghĩa của Diplolepis geminiflora (Decne.) Liede & Rapini, 2005[3]
- Astephanus marginatus Decne., 1844. TPL coi danh pháp này là đồng nghĩa của Astephanus triflorus.[4]
- Astephanus triflorus (L.f.) R.Br. ex Schult., 1820
- Astephanus zeyheri Turcz., 1852